# Oh Daddy
Oh Daddy è un singolo della cantante dominicana Natti Natasha, pubblicato il 25 aprile 2019 su etichetta discografica Pina Records come ottavo estratto dall'album di debutto Iluminatti. È stato scritto da Daddy Yankee.

## Classifiche
| Classifica (2019) | Posizione massima |
| ----------------- | ----------------- |
| Argentina         | 76                |
| Perù              | 17                |